# اقبال محمد
اقبال محمد (انگلیسی: Iqbal Muhammad) بوکسور اهل پاکستان بود. از افتخارات وی میتوان به کسب مدال طلا در بازی‌های آسیایی  ۱۹۷۸ اشاره کرد.